# Ratka
Ratka (węg. Rátkapuszta) – wieś (obec) na Słowacji położona w kraju bańskobystrzyckim, w powiecie Łuczeniec. Pierwsze wzmianki o miejscowości pochodzą z roku 1955. 
Według danych z dnia 31 grudnia 2012, wieś zamieszkiwało 330 osób, w tym 169 kobiet i 161 mężczyzn.
W 2001 roku rozkład populacji względem narodowości i przynależności etnicznej wyglądał następująco:
- Słowacy – 94,6%
- Czesi – 0,28%
- Polacy – 0,28%
- Węgrzy – 2,27%

Ze względu na wyznawaną religię struktura mieszkańców kształtowała się w 2001 roku następująco:
- Katolicy rzymscy – 89,49%
- Grekokatolicy – 1,14%
- Ewangelicy – 0,28%
- Ateiści – 4,26%
- Nie podano – 4,55%